# Acahuasco
Acahuasco es una localidad de México localizada en el municipio de Tlanchinol en el estado de Hidalgo.

## Toponimia
Del náhuatl  Acahuas, Acahuaztli;  escaleras y Co; lugar a lo que sería "lugar de escaleras"  .

## Geografía
Se encuentra en la región geográfica de la Huasteca hidalguense. Le corresponden las coordenadas geográficas 20° 57’ 41.160” de latitud norte y 98° 35’ 51.520” de longitud oeste, con una altitud de 878 m s. n. m. Cuenta con un clima semicálido húmedo con lluvias todo el año.
En cuanto a fisiografía se encuentra en la provincia de la Sierra Madre Oriental, dentro de la subprovincia de Carso Huasteco; su terreno es de sierra. En lo que respecta a la hidrografía se encuentra posicionado en la región del Pánuco, dentro de la cuenca del río Moctezuma, y en la subcuenca del río Los Hules.

## Demografía
En 2020 registró una población de 1358 personas, lo que corresponde al 3.60 % de la población municipal. De los cuales 686 son hombres y 672 son mujeres.
| Gráfica de evolución demográfica de Acahuasco entre 1900 y 2020                              |
|                                                                                              |
| Población de los censos y conteos del Instituto Nacional de Estadística y Geografía (INEGI). |